# Giralda (A-76)
El Giralda (A-76) es un yate motovelero de dos mástiles aparejado de queche construido en 1958, propiedad de la Armada Española y que perteneció originalmente a Juan de Borbón y Battenberg, padre del rey Juan Carlos I de España.

## Historial
Fue construido por Morris and Mortimer en Argyll (Escocia, Reino Unido) en 1958. Tras el fallecimiento de Don Juan fue donado a la Armada, que lo incorporó en agosto de 1993 y lo utiliza como buque escuela en la ENM de Marín.

## Filatelia
Esta embarcación apareció en un sello dedicado a los barcos de época españoles. Se emitió el 15 de julio de 1994 Fue pareja del Saltillo, otro velero que también fue utilizado por el conde de Barcelona.